# Mabalacat
Mabalacat est une ville des Philippines située dans la province de Pampanga sur l'île de Luçon. Au recensement de 2015, elle comptait 250 799 habitants.

## Situation
La ville se situe dans le sud de Luçon et le nord de la province de Pampanga, à moins de cent kilomètres de la capitale Manille. Elle est entourée d'Ángeles au sud, Porac à l'ouest, Bamban au nord, et Magalang et Arayat à l'est.
Elle se trouve dans la première circonscription législative de la province.

## Histoire
La région était historiquement une dense forêt habitée par les Negrito, avant que des habitants venus des plaines ne les en chassent en 1712, date officielle de fondation du barangay de Mabalacat. Le missionnaire catholique Andres de San Fulgencio y crée dès 1717 une mission.
Durant la Seconde Guerre mondiale, l'occupant japonais y crée un escadron de « kamikazes ».
Mabalacat devient une municipalité en 1971, puis une ville (component city) en juillet 2012.

## Barangays
Mabalacat est divisé en 27 barangays.
- Atlu-Bola
- Bical
- Bundagul
- Cacutud
- Calumpang
- Camachiles
- Dapdap
- Dau
- Dolores
- Duquit
- Lakandula
- Mabiga
- Macapagal Village
- Mamatitang
- Mangalit
- Marcos Village
- Mawaque (Mauaque)
- Paralayunan
- Poblacion
- San Francisco
- San Joaquin
- Santa Ines
- Santa Maria
- Santo Rosario
- Sapang Balen
- Sapang Biabas
- Tabun